# Hydroscapha takahashii
Hydroscapha takahashii is een keversoort uit de familie Hydroscaphidae. De wetenschappelijke naam van de soort is voor het eerst geldig gepubliceerd in 1934 door Miwa.